# Eleutherodactylus guanahacabibes
Espèce
Statut de conservation UICN

 EN B1ab(iii) : En danger
Eleutherodactylus guanahacabibes est une espèce d'amphibiens de la famille des Eleutherodactylidae.

## Répartition
Cette espèce est endémique de la province de Pinar del Río à Cuba. Elle se rencontre du niveau de la mer à 20 m d'altitude dans la péninsule de Guanahacabibes.

## Description
Les femelles mesurent jusqu'à 23 mm.

## Étymologie
Cette espèce est nommée en référence au lieu de sa découverte, la péninsule de Guanahacabibes.

## Publication originale
- Estrada & Rodríguez, 1985 : Nueva especie de Eleutherodactylus del grupo ricordi (Anura: Leptodactylidae) del occidente de Cuba. Poeyana, vol. 303, p. 1-10.